# Michael Peskin
Michael Edward Peskin (Filadèlfia, 27 d'octubre de 1951) és un físic teòric estatunidenc. Va estudiar físiques a la Universitat Harvard. El 1978 va obtenir el seu doctorat a la Universitat Cornell sota la supervisió de Kenneth Wilson. Fou Junior Fellow a la Harvard Society of Fellows de 1977–1980. Peskin és actualment catedràtic al grup de teoria del Laboratori SLAC, i fou escollit membre de l'Acadèmia Americana d'Arts i Ciències el 2000.
Peskin és conegut per un llibre d'estudis universitaris en teoria quàntica de camps àmpliament utilitzat, escrit amb Daniel Schroeder i publicat el 1995, i per l'anomenat "paràmetre Peskin–Takeuchi". És un conegut defensor de la construcció d'un futur col·lisionador lineal.